# Сан-Марцано-ді-Сан-Джузеппе
Сан-Марцано-ді-Сан-Джузеппе (італ. San Marzano di San Giuseppe, сиц. San Marzanu) — муніципалітет в Італії, у регіоні Апулія,  провінція Таранто.
Сан-Марцано-ді-Сан-Джузеппе розташований на відстані близько 450 км на схід від Рима, 95 км на південний схід від Барі, 23 км на схід від Таранто.
Населення — 9311 осіб (2014).
Щорічний фестиваль відбувається 19 березня. Покровитель — San Giuseppe.

## Демографія
Населення за роками:

Станом на 1 січня 2023 року в муніципалітеті офіційно проживали 203 іноземці з 20 країн, серед них 23 громадяни країн Євросоюзу та 5 громадян України.

## Сусідні муніципалітети
- Фраганьяно
- Франкавілла-Фонтана
- Гроттальє
- Сава